# كتيبة الدبابات الثقيلة إس إس 101
كتيبة الدبابات الثقيلة إس إس 101 (بالألمانية: Schwere SS-Panzerabteilung 101)كانت كتيبة الدبابات الثقيلة الألمانية في فافن إس إس خلال الحرب العالمية الثانية. مع إدخال دبابات النمر 2 الجديدة في أواخر عام 1944، أعيد ترقيم الوحدة باسم كتيبة الدبابات الثقيلة إس إس 501.

## التاريخ العملياتي
تم إنشاء الكتيبة في 19 يوليو 1943، كجزء من فيلق بانزر إس إس 1، من خلال تشكيل سريتين جديدتين للدبابات الثقيلة تتكون من دبابات النمر 1 وتضم السرية 13 (الثقيلة) من فوج بانزر إس إس الأول. تم إرفاقها بلايبشتاندارته أدولف هتلر وإرسالها إلى إيطاليا في 23 أغسطس 1943، حيث بقيت حتى منتصف أكتوبر. ثم أرسلت السرية الأولى والثانية إلى الجبهة الشرقية بينما بقيت الوحدة المتبقية في الغرب.
مع اقتراب غزو الحلفاء المتوقع لأوروبا الغربية، أمرت عناصر الكتيبة في الشرق إلى الغرب في أبريل 1944. في 1 يونيو 1944، كانت الكتيبة تقع بالقرب من بوفيه، شمال غرب باريس. من بين 45 دبابة نمر كان 37 منها قيد العمل و8 أخرى تحت الإصلاح. مع إنزال النورماندي في 6 يونيو، وصلت في 12 يونيو. فقدت الكتيبة 15 من 45 دبابة نمر تملكها بحلول 5 يوليو، بما في ذلك في معركة فيلرز بوكاج.
في هذا الوقت، بدأت أطقم الوحدة الفائضة في التجهيز بدبابات تايجر 2 الجديدة. بحلول 7 أغسطس، كان لدى الفرقة التي غادرت في نورماندي 25 دبابة نمر، كان منهم 21 دبابة. في 8 أغسطس 1944 ، تم تدمير ثلاثة دبابات من الدبابات السبعة، الذين شنوا هجومًا مضادًا بالقرب من Saint-Aignan-de-Cramesnil، من قبل شيرمان فايرليس البريطانية، وتم تدمير اثنين آخرين من قبل الفوج المدرع الكندي السابع والعشرين،  مايكل ويتمان. فقدت الكتيبة تقريبًا جميع دبابات النمر المتبقية في جيب فاليز وتبعها التراجع الألماني اللاحق من فرنسا.
في 9 سبتمبر، أمرت بقايا الوحدة بالراحة والتجديد مع قدوم دبابات تايجر 2أس الجديدة. مع هذا التغيير في 22 سبتمبر 1944، تم إعادة تصميم كتيبة الدبابات الثقيلة إس إس 501. في 15 مارس 1945، أبلغ عن قوة 32 دبابة، منها ثمانية دبابات عاملة.  بعد أربعة أيام، تم تعيين هاينريش كلينج قائدًا للوحدة. 